# 醤
醤（醬、ひしお、ジャン）は、調味食品、調味料の一種。
- 醤（ジャン） - 半流動状の粘稠性をもつ調味食品の総称[1]。豆板醤や甜麺醤など。
- 醤（ひしお） - 麹と食塩を利用した発酵調味料または発酵食品[2]。

なお「醤」の字体は印刷標準字体では「醬」、つまり上部が”將”であり、「醤」は簡易慣用字体である。本記事内では文字化けを回避する趣旨で可能な限り「醤」と記す。

## 定義
「醤」は中国語では jiàng （チアン/ヂアン）と発音する。これに倣い中華料理の分野では日本語でも「ジャン」と読むことが多い。「醤」は3つに大別され、第一に最も古くからある動物性たんぱくの醤である醢（カイ）があり肉醤や魚醤が含まれる。第二は大豆や小麦など穀物を発酵させた醤である。第三は果醤（グオジャン、ジャム類）や番茄醤（ファンチェジャン、トマトケチャップ）、蛋黄醤（ダンホワンジャン、マヨネーズ）など必ずしも発酵しない粘稠性をもつ調味食品で、花生醤や芝麻醤などの調味食品やその加工品を含める。
現代日本語で醤（ひしお）と呼ぶ場合は「食品を麹と食塩によって発酵させて製造した調味料または食品」をいうことが多い。

## 中国の醤
醤の歴史は古代中国大陸に遡り、周王朝の『周礼』という文献に「醤用百有二十甕」という記載がある。周には醢人（かいじん）という役職があり肉醤の醢（カイ）を作っていた。また『論語』には「不得其醤不食」、『史記』には「醤千甕」という記載がある。
最も古く作られるようになったのは肉醤や魚醤で、次第に豆や小麦などの穀類を使った醤が作られるようになった。また、中国の各地方には独特の醤が残されており、地方の気候条件の違いや加工原料の違いに合わせて同じ種類の醤でも加工方法が異なるものがある。
近年ではインターネットにおいて「ちゃん」という意味でも使われる。日本語の当て字で、主にACGNにおいて使われる。

## 日本の醤
日本では海水からとる塩水と米から酢が作られるようになっていたが、遣隋使や遣唐使によって大陸との往来が盛んになると、未醤（みしょう）、肉醤（ししひしお）、豆醤（まめひしお）などが貴族の食事に取り入れられた。
701年(大宝元年)の大宝律令に官職名として「主醤」（ひしおのつかさ）という記載が現れる。この官職は、宮中の食事を取り扱う大膳職にて醤を専門に扱う一部署であった。
903年（延喜3年）の『和名抄』（日本最古の辞書）において、醤の和名に「比之保」（ひしほ）が当てられている。
927年（延長5年）の『延喜式』には、醤一石五斗、豉（くき）一石の醸造例が記されており、これらは味噌に似た植物性調味料だったといわれている。延喜式には平安京の東市には醤の店が51軒、西市には味醤（未醤）の店が32軒あるとの記述もある。
さらに1116年(承久4年)の太政大臣藤原忠通の年賀の献立を記した『類聚雑要抄』（るいじゅうぞうようしょう）には、具体的な図による描写も現われ、そこには塩、酒、酢とともに小皿に入れられたものが『四種器』（よぐさもの）と記されている。
江戸時代の『和漢三才図会』巻一〇五造醸の部にも「醤」の記述がある。しかし、中世に調理法は大きく変わっており、近世の初めには醤油や砂糖が広まり、鰹節のだしなど調味料を段階を重ねて使う調理法が主になったため古来の醤が調味料として活用されることは少なくなっていった。

## 朝鮮の醤
朝鮮には主にテンジャン、カンジャン、コチュジャンなど数種類の醤がある。2024年、韓国の醤作りに関する文化はユネスコの無形文化遺産に登録された。